# 等你下課
《等你下课》（英語：Waiting For You）是由周杰伦作词作曲、黄雨勋编曲，并与杨瑞代共同演唱的华语流行歌曲。歌曲以单曲的形式在2018年1月18日通过杰威尔音乐发布，后收录于2022年7月15日发行的专辑《最伟大的作品》。

## 音乐录影带
2018年1月18日，也就是周杰伦39岁生日当天，歌曲音乐录影带与单曲同日发布。他认为这首歌是送给自己及歌迷们的生日礼物。
2018年2月22日，由周杰伦执导《等你下课》的导演版MV发布。

## 排行榜
| 排行榜（2022年） | 最高排名 |
| ---------------- | -------- |
| 台灣（告示牌）   | 22       |

## 奖项与提名
| 年份   | 颁奖机构              | 奖项                         | 结果 |
| ------ | --------------------- | ---------------------------- | ---- |
| 2018年 | 中国电视艺术家协会    | 2018年华人音乐盛典年度金曲奖 | 獲獎 |
| 2018年 | Billboard Radio China | 2018年度华语金曲             | 獲獎 |